# Badzarragčágín Džamsran
Badzarragčágín Džamsran (mongolsky Базаррагчаагийн Жамсран, * 12. prosince 1950 Chövsgölský ajmag, Mongolsko) byl mongolský zápasník, volnostylař. V roce 1972 startoval na olympijských hrách v Mnichově, kde v kategorii do 48 kg vypadl ve druhém kole. V roce 1969 vybojoval čtvrté a v roce 1971 druhé místo na mistrovství světa.